# 山内敕靖
山内 敕靖（やまうち ただやす、1918年〈大正7年〉 - 1983年〈昭和58年〉）は、日本の実業家。元広島ガス社長、元広島商工会議所会頭。

## 人物
広島市出身。広島県立広島第一中学校を経て旧制広島高等学校に入学。旧制高校では松谷健一郎元中国電力社長、山本朗元中国新聞社社長、永野厳雄元広島県知事らと同期で、友人だった。旧制高校では寮委員を務め留年したが、非常に人望があった。
旧制高校を卒業後は九州帝国大学工学部に進学、卒業後は住友金属工業に入社するも間もなく海軍に応召。終戦により復員するも、財閥解体により復職できず、四国ガスに勤務した後、1947年（昭和22年）、実父が重役をしていた広島ガスに入社。
1961年（昭和36年）阿賀工場長、1964年（昭和39年）取締役、1970年（昭和45年）常務取締役、その後わずか7か月で専務取締役とスピード出世し、専務就任からわずか2か月にして前社長の辞任により社長に就任。
1976年（昭和51年）から1982年（昭和57年）まで広島商工会議所会頭を務める。母校である広島一中並びに広島県立広島国泰寺高等学校の同窓会である鯉城同窓会の会長も務めた。
1982年に社長を退任し会長に就任するも、1983年（昭和58年）癌のため死去。